# Aladdin Masud Shah
Ala-ud-Din Masud Shah, död 1246, var regerande sultan av Delhi mellan 1242 och 1246.